# Gnetum hainanense
Gnetum hainanense — вид голонасінних рослин класу гнетоподібних.

## Біоморфологічна характеристика
Це тендітна струнка лоза. Листя: ніжки листків 0.8–1.2 см; листові пластини глянсові, довгасто-еліптичні або довгасто-яйцюваті, 10–15(30) × 3–7.5 см, шкірясті. Чоловічі суцвіття прості або одноразово розгалужені; чоловічі колоси 1.5–3 см × 3–4 мм. Жіночі суцвіття зібрані на старих гілках, пазушні, одноразово розгалужені, у період плодоношення 10–15 см. Насіння сидяче або майже так, червоне, від циліндричного до широко еліпсоїдного, (1.5)1.9–2.1(2.5) × 1.1–1.4(1.6) см, тонко м’ясисте, основа закруглена, верхівка гостра або з невеликою загостреною головкою посередині, зовнішнє покриття ± гладке при висиханні. Період запилення: лютий — липень; дозрівання насіння: липень — грудень.

## Поширення, екологія
Країни проживання: Китай (Гуансі, Хайнань). Цей лісовий вид зустрічається у вологих мусонних переважно низовинних і нижньогірських лісах. Ніякої додаткової інформації про середовище проживання і екологію не відомо.

## Загрози та охорона
Найбільша загроза: скорочення середовища проживання. Основні загрози: перетворення лісових земель в землі сільськогосподарського призначення, особливо плантації гуми, олійної пальми та кави. Більшість з лісу вже очищена багато часу тому. Вид був знайдений в або дуже близько до англ. Jianfengling Nature Reserve та англ. Danxianbaidiebei Nature Reserve.